# Polska Kronika Filmowa

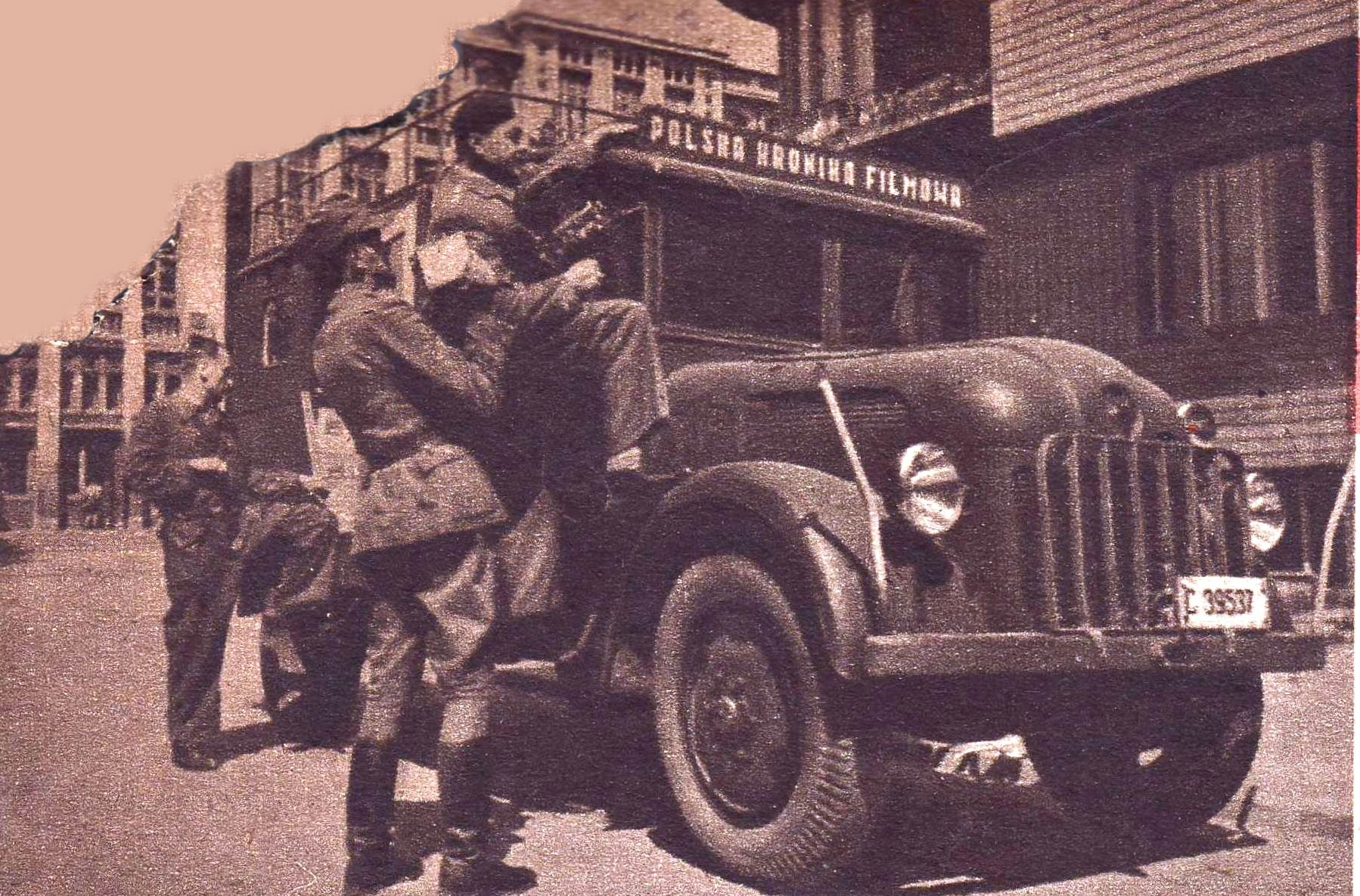
Antoni Wawrzyniak i asystent ładują sprzęt filmowy do samochodu Polskiej Kroniki Filmowej

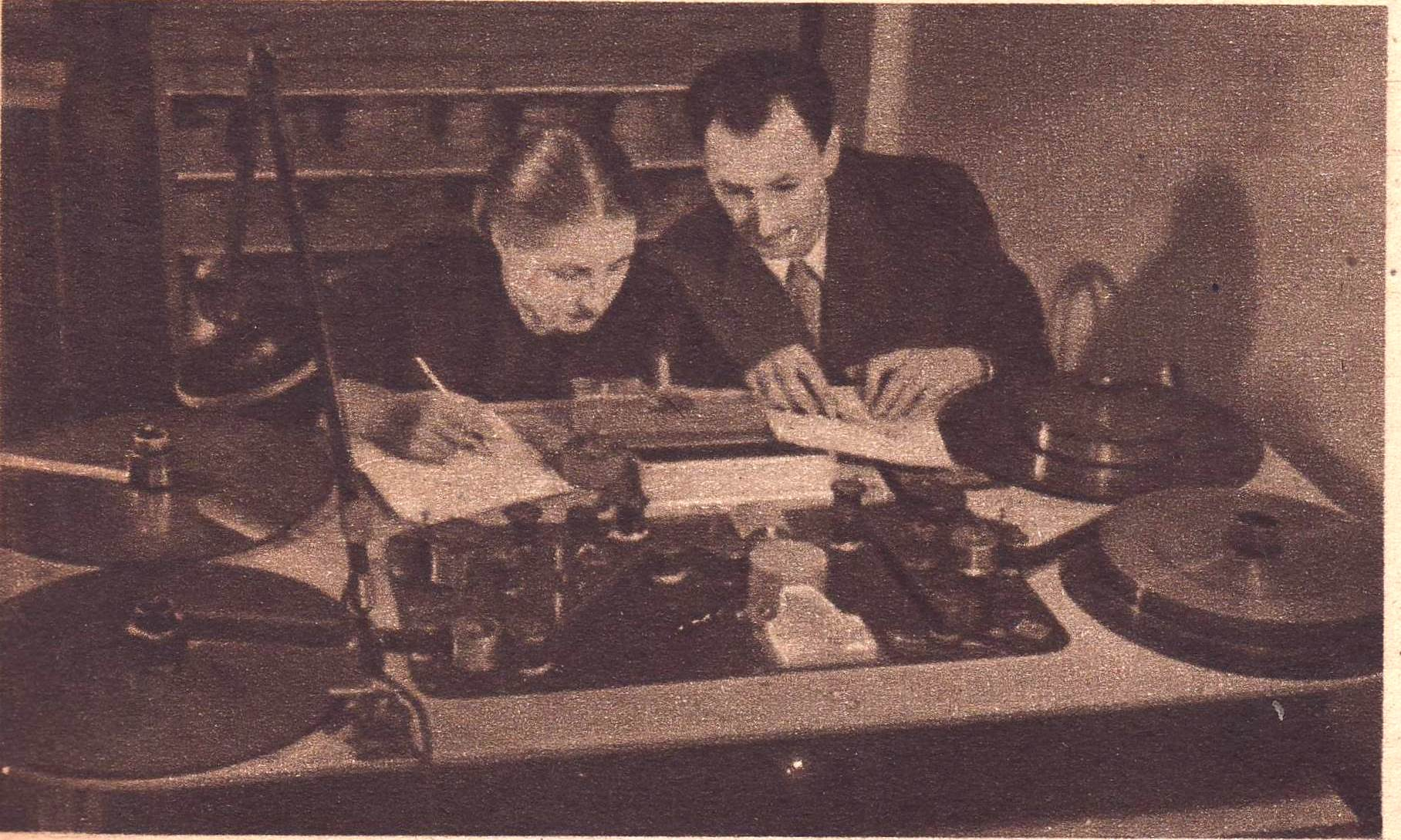
Stanisław Golachowski i asystentka dobierają muzykę do filmu Polskiej Kroniki Filmowej

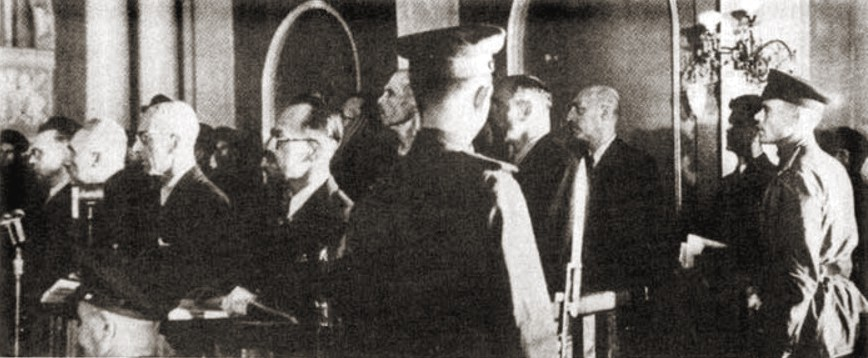
Kadr Polskiej Kroniki Filmowej z materiału dotyczącego procesu szesnastu w czerwcu 1945 r.

Polska Kronika Filmowa (w skrócie PKF) – cotygodniowa kronika filmowa (magazyn filmowy), emitowana od 1 grudnia 1944 do 28 grudnia 1994, poprzedzając projekcję filmu w kinach. W 1995 r. przestała ukazywać się w kinach i telewizji. Pod nazwą Studio Filmowe „Kronika” sp. z o.o. działała do 2012 r., rejestrując najważniejsze wydarzenia w kraju.

## Historia
Magazyn filmowy kontynuował przerwaną działalność Kroniki Filmowej Polskiej Agencji Telegraficznej (Tygodnik Filmowy PAT), lecz w zupełnie odmiennym stylu. Magazyn powstał przy przekształceniu wojskowej Wytwórni Filmowej „Czołówka”. Publikowany był 1–2 razy tygodniowo w latach 1944–1994 i był swego rodzaju rejestrem bieżących wydarzeń oraz oficjalnym instrumentem propagandowym w okresie Polski Ludowej. Obok oficjalnych informacji rządowych znajdowały się w nim także materiały propagandowe (osnute wokół wybranych zjawisk politycznych, społecznych, gospodarczych oraz na niskim szczeblu władzy), komentarze sportowe, relacje z wydarzeń kulturalnych oraz sporo „żartów i dowcipów filmowych”. Zazwyczaj w jednym dziesięciominutowym odcinku kroniki było kilka (około siedem) różnych tematów, choć zdarzały się kroniki w całości poświęcone jednemu tematowi (np. świętu 1 Maja). Począwszy od 1957 r., produkowano 2 wydania w tygodniu – wydanie A (o zasięgu ogólnopolskim) i B (zawężony zasięg – tylko kina miejskie). Ich produkcji zaprzestano w 1982 r., po wprowadzeniu stanu wojennego. W tym samym okresie PKF włączono również do ramówki Telewizji Polskiej i wyświetlano ją (z przerwami) jako stały punkt programu telewizyjnego.
W Kronice znajdowały się głównie materiały krajowe, sporadycznie zagraniczne. W latach 70. XX w. PKF wymieniała materiały z 48 kronikami zagranicznymi: głównie z ZSRR, Czechosłowacją, Anglią, NRD, RFN i Francją. W czasie stalinizmu Kronika była narzędziem stalinowskiej propagandy politycznej.
Pierwszym redaktorem kroniki był Jerzy Bossak, a na przestrzeni lat jej lektorami byli: Władysław Hańcza (w latach 1944–1946), Andrzej Łapicki (w latach 1946–1956), Jeremi Przybora (w latach 1951–1952), Bogdan Niewinowski (w latach 1956–1958), Barbara Matkowska (1956), Andrzej Racławicki (wydanie 52/1956), Włodzimierz Kmicik (w latach 1957–1970), Wiesław Górnicki (w latach 1958–1961), Lucjan Szołajski (w latach 1959–1963, 1982) Jerzy Rosołowski (w latach 1962–1994), Zbigniew Zapasiewicz (wydanie 36A/1965), Krzysztof Świętochowski (w latach 1966–1981), Roman Beeger (1971), Włodzimierz Press (wydanie 27A/1971), Czesław Seniuch (w latach 1971–1980, 1982), Piotr Fronczewski (1971), Mieczysław Marciniak (1972), Jerzy Kamas (wydanie 36B/1972, razem z Czesławem Seniuchem), Wojciech Gąssowski (wydanie 51A/1973), Alina Janowska (wydanie 10A/1975), Tadeusz Sznuk (1975), Jerzy Zalewski (1976, 1983), Andrzej Racławicki (1958,1982) Marek Gajewski (w latach 1978–1979), Lesław Nowak (wydanie 43B/1978), Leon Łochowski (1980–1981), Janusz Kozioł (1985) Tomasz Knapik (w latach 1986–1994), Marek Obertyn (wydanie 33/1990), Maciej Rayzacher (1990) i Andrzej Ferenc (wydanie 36/1992). Z kroniką współpracowali też: jako operator filmowy materiałów krajowych Bogusław Lambach, Andrzej Munk. Kompozytorem sygnału PKF był Władysław Szpilman.
Kronika powstawała w Wytwórni Filmów Dokumentalnych w Warszawie przy ul. Chełmskiej 21. 1 stycznia 1995 zaprzestano wyświetlania PKF w kinach, ponieważ po przemianach ustrojowych powstawały poważne kłopoty z kolportażem Kroniki. Notacje filmowe realizowane były do 2012 r.

## Redaktorzy naczelni
- Jerzy Bossak i Ludwik Perski: 1944–1948
- Olga Borzechowa: 1949
- Helena Lemańska: 1949–VI 1967
- Janusz Kidawa: 1967 (tylko 2 wydania PKF: 35A/67 i 35B/67)
- Roman Wionczek: 1967–1968 (39A/67–47A/67 i 1A/68–31B/68)
- Bogdan Kosiński: 1967–1968 (47B/67–48B/67 i 1A/68–31B/68)
- Andrzej Pomianowski: 1968 (tylko 4 wydania PKF: 32A/68–33B/68)
- Michał Gardowski: 1968–1973 (37B/68–1A/73)
- Mirosław Chrzanowski: 1973–1981 (od 1B/73 do XII 1981)
- Krzysztof Szmagier: 1982–1983 (do 9A/83)
- Janusz Kędzierzawski (Krzysztof Nowak-Tyszowiecki): 1983–1990 (10/83–16/90)
- Stanisław Fiuk-Cisowski: 1990 (tylko 6 wydań PKF: 17/90–22/90)
- Andrzej Piekutowski (Paweł Kędzierski): 1990–1994 (23/90–52/94)

## Wydania branżowe
W pierwszych latach Kroniki (1946–1948), jako forma wzbogacenia filmowej oferty informacyjnej, pojawiły się wydania branżowe PKF. Były wśród nich:
- Przegląd Sportowy – 26 wydań (3 w 1946, 11 w 1947 i 12 w 1948)
- Przegląd Wojskowy – 7 wydań (3 w 1946 i 4 w 1947)
- Przegląd Artystyczny – 1 wydanie (1947)

Kolejne lata (1949–1956), przyniosły szybkie zmiany wśród wydań branżowych PKF. Zniknął Przegląd Wojskowy, lecz pojawiło się 5 nowych tytułów:
- Przegląd Sportowy – 52 wydania (najwięcej: 12 w 1955, 11 w 1954, 8 w 1951 i 6 w 1950)
- W Kraju Socjalizmu – 50 wydań (najwięcej: 8 w 1955, po 7 w latach 1950–1954 i 4 w 1956)
- Polska Dzisiejsza – 25 wydań (9 w 1950, 4 w 1951, 10 w 1952 i 2 w 1953)
- Kronika Harcerska – 20 wydań (2 w 1953 i po 6 w latach 1954–1956)
- Wieś – 16 wydań (po 4 w latach 1953–1956)
- Przegląd Artystyczny – 9 wydań (4 w 1951 i 5 w 1952)
- Przegląd Zagraniczny – 1 wydanie (1950)

W latach 1958–1962 ograniczono wydania branżowe do zaledwie 2 tytułów:
- Kronika Harcerska, czasami także jako Nasza Kronika – 29 wydań (najwięcej: 8 w 1959 oraz po 7 w 1958 i 1960)
- Przegląd Wojskowy – 10 wydań (9 w 1958 i 1 w 1959)